# Марселин Бертело
Марселин Бертело (фр. Marcelin Berthelot; Париз, 25. октобар 1827 — Париз, 18. март 1907) је био француски хемичар и политичар.
Пре Бертелоа хемија је била искључиво аналитичка наука. Сматрало се да је за стварање органских једињења неопходна „животна сила“, и да није могуће произвести их у лабораторији. Бертело је оповргао овај став извршивши синтезу мравље киселине из угљен-моноксида, као и синтезу многих масти и шећера. Тиме је доказао да се органске и неорганске материје подвргавају истим хемијским и физичким законима. Касније се бавио термохемијом, експлозивима и историјом хемије.
У периоду 1895-1896, био је краткотрајно министар иностраних послова Француске.
Члан Француске академије на позицији бр. 40. био је у периоду 1900-1907.
- La Révolution chimique, 1890